# Минский вагоноремонтный завод
ОАО «Ми́нский вагоноремо́нтный заво́д» — предприятие по ремонту и строительству пассажирских вагонов для нужд железных дорог, расположенное в городе Минск, Белоруссия. Входит в состав Белорусской железной дороги.

## История завода
Завод основан в 1871 году как паровозовагоноремонтные железнодорожные мастерские. В 1927 году мастерские преобразованы в завод «Пламя революции». Название Минский вагоноремонтный завод с 1931 года.
В первые годы после создания завод ремонтировал паровозы, пассажирские и товарные вагоны. На тот момент название завода было Минские большие мастерские Московско-Брестской железной дороги. Водоснабжение мастерских осуществлялось из реки Свислочь. Мастерские были построены в виде буквы «П», паровозной частью мастерских было занято 1753 м² (385 кв. сажен), вагонной частью 993 м² (218 кв. сажен). Общая площадь мастерских составляла 5228 м².
Перед Великой Отечественной войной в 1940 году Минский ВРЗ выпустил из ремонта 261 пассажирский вагон, в том числе 71 вагон капитальным ремонтом (из них 29 двухосных, 7 трехосных, 22 четырёхосных и 13 аварийных); 164 вагона средним ремонтом и 26 вагонам произведен годовой осмотр. Был произведён ремонт 5096 колёсных пар, из них 1947 со сменой элементов, выполнил работы по модернизации 77 вагонов (замена надрессорных брусьев металлическими, замена люлечной подвески, замена парового отопления и др.).
Во время Великой Отечественной войны завод был эвакуирован. В ночь на 27 июня 1941 года была начата эвакуация завода. Часть рабочих была эвакуирована на вагоноремонтный завод в Куйбышев, другие — на станцию Батраки Куйбышевской железной дороги (ныне станция Октябрьск). Занявшие Минск фашисты организовали на заводе ремонт паровозов и танков, согнав на принудительные работы всех оставшихся. Для противодействия оккупантам была создана подпольная организация завода, которая координировала диверсии, саботаж и сознательную порчу ремонтируемой техники.
При отступлении завод был полностью разрушен фашистами 2 июля 1944 года. Работа завода возобновлена в 1945 году. В 1945 году завод выпустил из ремонта 137 пассажирских и два товарных вагона. В 1950 году план ремонта составил 290 вагонов.
В 1932 году завод получил имя А. Ф. Мясникова, в честь которого на территории завода установлен памятник.

## Продукция завода
В настоящее время завод ремонтирует пассажирские вагоны, ремонтирует и формирует вагонные колёсные пары, выпускает запасные части (оси чистовые), в 2006 году завод начал сборку вагонов пассажирских некупейных с кондиционированием воздуха мод. 61-537, на 32 вагона получен сертификат соответствия. В декабре 2007 года начата производство штабных купейных вагонов для перевозки пассажира-человека с ограниченными возможностями мод. 61-537М оборудованного купе для инвалида, подъёмниками, и туалетом вагон прошёл успешную сертификацию и поставляется заказчикам. В мае 2009 г. получен сертификат соответствия на 30 вагонов купейных с установкой кондиционирования воздуха модели 61-4179.М с улучшенным дизайном.